# Jérôme Garcin
Pour les articles homonymes, voir Garcin.
Jérôme Garcin, né le 4 octobre 1956 à Paris, est un journaliste et écrivain français. Jusqu’en décembre 2023, il dirige le service culturel de L’Obs, produit et a animé l'émission Le Masque et la Plume sur France Inter jusqu'à fin 2023. Il a aussi été  membre du comité de lecture de la Comédie-Française. Depuis janvier 2024, il tient un bloc-notes culturel dans le Nouvel Obs et, depuis 1983, il tient le feuilleton littéraire hebdomadaire de La Provence. 

## Biographie
Jérôme Garcin fait sa scolarité au lycée Henri-IV à Paris avant une licence et une maîtrise de philosophie à l'université Paris-Sorbonne et des études de journalisme.
Il publie ses premiers articles pour Les Nouvelles littéraires dirigées par Philippe Tesson, puis travaille au début des années 1980 auprès de Jean-François Kahn à L'Événement du jeudi dont il dirige la rédaction pendant dix ans.
En 1980, il intègre comme critique littéraire l’émission Le Masque et la Plume de France Inter, alors dirigée par François-Régis Bastide. Il prend la direction de cette émission en 1989, succédant à Pierre Bouteiller, et en devient plus tard le producteur. En 1994, il devient rédacteur en chef des pages culturelles de L'Express, puis devient directeur adjoint de l'hebdomadaire Le Nouvel Observateur (devenu L'Obs), rédacteur en chef du service culture et collabore au journal Service littéraire.
Ancien membre du jury du prix Décembre de 2001 à 2010, il est nommé à celui du prix Renaudot en mars 2010. La même année, il fait partie du jury du prix Françoise-Sagan. En mars 2020, il démissionne du jury du prix Renaudot, dénonçant des « vices de forme » ainsi que « l'aberrante constitution d'un jury 90 % masculin », dans le contexte de la polémique autour du prix essai attribué à Gabriel Matzneff en 2013. Le 30 avril 2023, alors que des rumeurs courent depuis plusieurs jours, un porte-parole de France Inter déclare à l’Agence France-Presse que Jérôme Garcin quittera la station en décembre 2023 « pour s’adonner à d’autres activités ». La presse indique que celui-ci quittera également le service culture de L’Obs.
Le 24 mai 2023, Adèle Van Reeth, directrice de France Inter, annonce au journal Le Monde que Rebecca Manzoni remplacera Jérôme Garcin à la présentation de l'émission Le Masque et la Plume à partir de janvier 2024 .
Depuis janvier 2024, Jérôme Garcin tient un bloc-notes culturel hebdomadaire dans le Nouvel Obs et, depuis 1983, le feuilleton littéraire hebdomadaire de La Provence

### Famille
L'enfance et la jeunesse de Jérôme Garcin sont marquées par la perte de son frère jumeau Olivier, dans un accident de voiture en 1962, puis de son père Philippe Garcin, directeur littéraire des Presses universitaires de France (PUF), victime d'un accident d'équitation à l’âge de 45 ans : Il leur consacre deux récits, La Chute de cheval (1998) et Olivier (2011). Il se sent depuis « escorté par deux ombres qui se ressemblent ». En 2021, c’est la mort de sa mère puis, début 2022, celle de son frère Laurent, atteint d’une maladie génétique, le syndrome de l'X fragile, qui marquent sa vie et dont il fera, en 2023, un livre : Mes fragiles. Il est marié à l’actrice Anne-Marie Philipe, fille de l’acteur Gérard Philipe, avec laquelle il a trois enfants : Gabriel, Jeanne et Clément. En 2019, il consacre un ouvrage à son beau-père, Le Dernier Hiver du Cid, qui reçoit le prix des Deux Magots. Jérôme Garcin est le petit-fils du neurologue Raymond Garcin (1897-1971). Dans Le Syndrome de Garcin, il retrace sa double lignée médicale (« hippocratique »), tant côté paternel que côté maternel.

## Controverse
Le site Acrimed pointe un conflit d'intérêts entre son métier de critique littéraire, d'animateur producteur de l'émission de radio la plus prescriptrice en matière littéraire, et celui d'écrivain : la position dominante que Jérôme Garcin occupe dans le microcosme littéraire français ne serait pas étrangère aux critiques très élogieuses sur son œuvre,.

## Œuvre

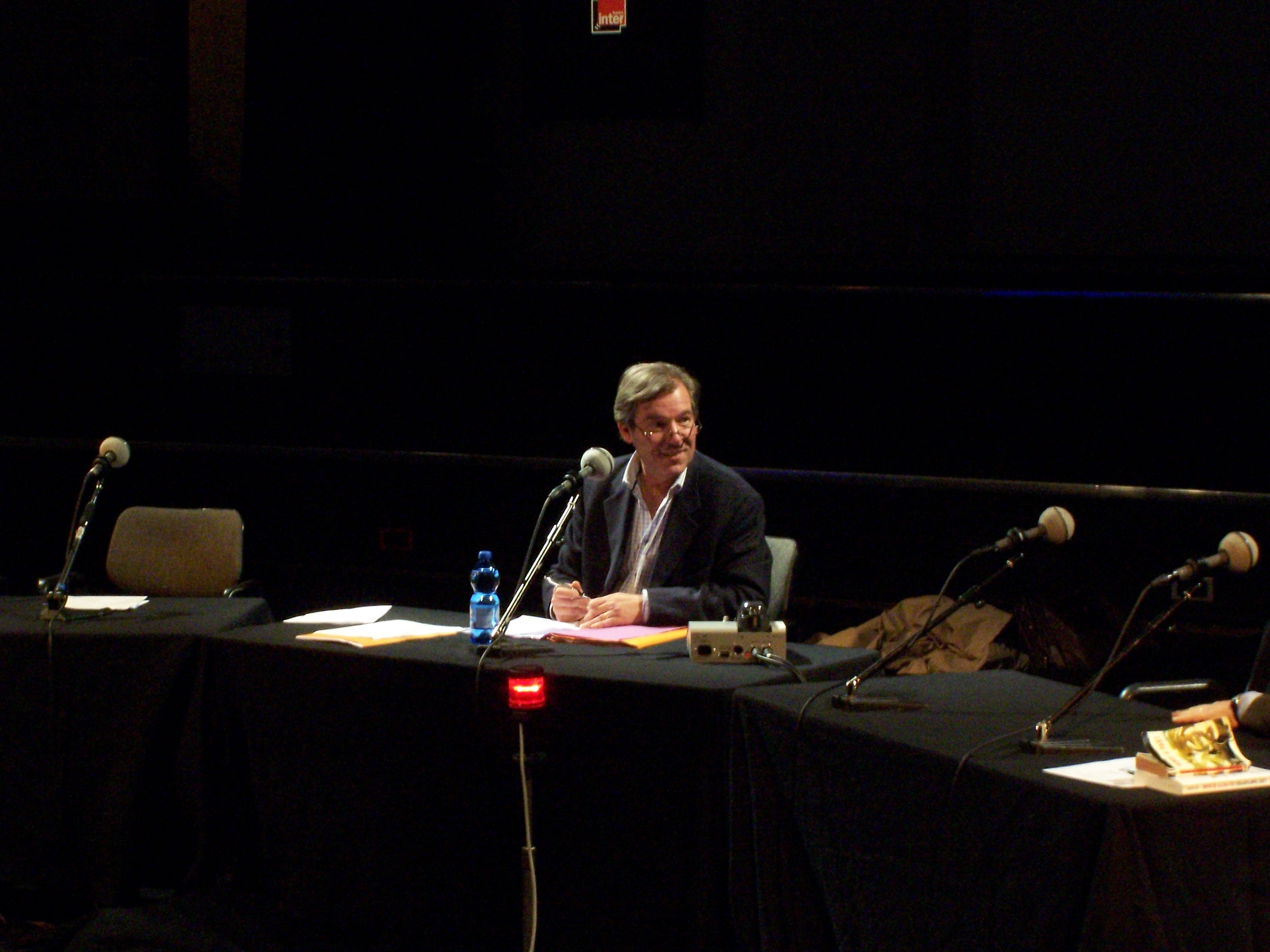
Jérôme Garcin en 2012 avant le début du Masque et la Plume.

- 1982 : Si j'ose dire (avec Pascal Lainé), Mercure de France, 1982.
- 1983 : L'Ecole buissonnière (avec André Dhôtel), éd. Pierre Horay.
- 1990 : De Montmartre à Montparnasse (avec Georges Charensol), éd. François Bourin.
- 1994 : Pour Jean Prévost, éditions Gallimard  (ISBN 978-2070737024) – Prix Médicis essai 1994
- 1995 : Littérature vagabonde, éditions Flammarion
- 1998 : La Chute de cheval, éd. Gallimard – Prix Roger-Nimier 1998,  (ISBN 2-07-075204-6)
- 1999 : Barbara, claire de nuit, éditions de La Martinière,  (ISBN 2-07-041909-6)[15].
- 2001 : C'était tous les jours tempête, éd. Gallimard,  (ISBN 978-2070756896) – les confessions imaginées de Hérault de Séchelles
- 2003 : Théâtre intime – prix France Télévisions essai 2003
- 2003 : Perspectives cavalières, éd. Gallimard,  (ISBN 2-07-042737-4)
- 2004 : Bartabas, roman, éd. Gallimard  (ISBN 978-2070744282) – Prix Jean-Freustié
- 2005 : Le Masque et la Plume avec Daniel Garcia, anthologie de l'émission
- 2006 : Cavalier seul : journal équestre, éd. Gallimard
- 2007 : Les Sœurs de Prague, éd. Gallimard,
- 2007 : Nouvelles Mythologies (ouvrage collectif sous sa direction, et rédaction du texte Le Corps nu d'Emmanuelle Béart), éditions du Seuil
- 2008 : Son excellence, monsieur mon ami, éd. Gallimard  (ISBN 978-2070783885) – Prix Duménil 2008[16]
- 2009 : Les livres ont un visage, Mercure de France
- 2010 : L'Écuyer mirobolant, éd. Gallimard,  (ISBN 978-2070121823)
- 2011 : Olivier, éd. Gallimard  (ISBN 978-2070131631)
- 2012 : Fraternité secrète en collaboration avec Jacques Chessex, éditions Grasset,  (ISBN 978-2246783534)
- 2013 : Bleus horizons, éd. Gallimard – Prix François-Mauriac de la région Aquitaine 2013, Prix des romancières 2014  (ISBN 978-2-07-013061-0)
- 2013 : Galops. Perspectives cavalières 2, éd. Gallimard,  (ISBN 978-2-07-045319-1)
- 2014 : Le Voyant, éd. Gallimard – biographie du résistant aveugle Jacques Lusseyran – Prix Nice-Baie-des-Anges 2015[17], Prix Relay des voyageurs lecteurs 2015[18], Prix d'une vie[19]
- 2015 : Nos dimanches soirs, co-éd. Grasset/France-Inter – Le Masque et la Plume et son histoire
- 2018 : Le Syndrome de Garcin, éd. Gallimard[20]
- 2019 : Le Dernier Hiver du Cid, éd. Gallimard[11]  (ISBN 2072797292) – Prix des Deux Magots
- En 2020, il participe à un recueil de nouvelles Le Deauville intime de… paru aux éditions Mercure de France à l'occasion de l'inauguration du centre culturel Les Franciscaines à Deauville.
- 2023 : Mes fragiles, éd. Gallimard  (ISBN 9782073005618).
- 2024 : Écrire et dire, éd. des Equateurs
- 2025 : Des mots et des actes. Les belles-lettres sous l'Occupation, éd. Gallimard

## Prix et récompenses
- 1994 : Prix Médicis essai pour Pour Jean Prévost
- 1996 : Prix Mumm
- 1998 : Prix Roger-Nimier pour La Chute de cheval
- 2008 : Prix Prince Pierre de Monaco pour l'ensemble de son oeuvre
- 2013 : Prix François-Mauriac de la région Aquitaine pour Bleus Horizons
- 2013 : Grand prix de littérature Henri-Gal de l'Académie française pour l'ensemble de son œuvre[21]
- 2015 : Prix du Parisien magazine[22] et prix Nice-Baie-des-Anges pour Le Voyant
- 2019 : Prix Jean-Bernard de l'Académie nationale de médecine pour Le Dernier Hiver du Cid[23]
- 2020 : Prix des Deux Magots pour Le Dernier Hiver du Cid

## Distinctions
- Chevalier de l'ordre des Palmes académiques (2024)
- Officier de l'ordre des Arts et des lettres